# 2MASS J09130320+1841501
2MASS J09130320+1841501 ist ein Brauner Zwerg im Sternbild Krebs. Er wurde 1999 von J. Davy Kirkpatrick et al. entdeckt. Er gehört der Spektralklasse L3 an. 